# What's This???
『What's This???』（ワッツ・ディス???）は、2016年3月2日にキューンレコード から発売された、日本のロックバンド、POLYSICSのスタジオ・アルバム。

## 概要
フルアルバムとしては『ACTION!!!』から2年2ヶ月ぶりとなる本作は、結成19周年にちなみに全19曲が収録されている。ジャケット写真はリズムマシンをモチーフにした飾り寿司が用いられている。
本作は完全生産限定盤、初回生産限定盤、通常盤の3形態でリリースされ、完全生産限定盤には2015年9月に2日間にわたり開催された「ウルトラチャレンジ OR DIE!!! ～燃えろ！クアトロ地獄！2日で100曲カブリ無し!!!～」が完全収録されたBlu-ray、初回生産限定盤には、同公演で披露された曲の中から16曲と、メンバーのコメンタリーが収録されたDVDが付属する。
また、本作を携えた全国ツアー「POLYSICS TOUR 2016 ツアーでルンルン!!!」が2016年5月から同年6月にかけて全11公演行われた。

## 制作
本アルバムに収録されている楽曲はアルバムに向けて新規制作された曲だけでなくミニアルバム『HEN 愛 LET'S GO!』制作前に存在した楽曲をリテイク・リアレンジしたものも存在する。また本作では歌詞の制作方法を変え、従来の言葉の響きだけを重視していた作詞から「曲名に沿った世界観」という制約を設けて制作に挑んだ。

## 楽曲解説
1. SUN ELECTRIC
2014年夏には完成されており、同年9月にはライブでも披露していた[4]。当初はシングル曲としてリリースする予定だったが『HEN 愛 LET’S GO!』の制作・リリースに伴い一旦保留となった[4]。本楽曲にはミュージック・ビデオが存在し、POLYSICSとしては珍しく全ての場面が野外で撮影された内容となっている[5]。
2. アルプスルンルン
『HEN 愛 LET’S GO!』のリリース後、ジャンルに囚われずにさらに自分の好きなことを思い切りやりたいというハヤシの思いによって制作された[4]。元々はバードウォッチングをイメージとした曲だったが制作中に楽曲の速さから直滑降を彷彿するようになり、最終的に「アルプスルンルン」というタイトルとなった[4]。本楽曲にはVR技術を活かしたミュージック・ビデオが存在し、そのショートバージョンがYouTubeで公開されている[6]。
3. Funny Attitude
本作の中では最も制作時期が古い曲であり、2014年5月にはある程度完成されていた[4]。本アルバムに収録するにあたり基本的な箇所は変更していないが、音数をさらに増やしたり音色の差し替えやテンポの変更を行った[4]。
4. Hurry Up
本作の中では最後に出来上がった曲。元々は『ACTION!!!』で使用予定だったリフが活かされている[4]。
5. 299
肉球をモチーフとした曲。モチーフとなったキッカケは特に存在せず、楽曲制作のセッションにおいて生まれたフレーズから展開していった[4]。
6. Tempo Tempo Tempo
一曲の中でテンポの緩急が激しく変化している。曲のアイディア自体は『HEN 愛 LET’S GO!』制作時点で存在していた[4]。

## 収録曲

### CD
| #   | タイトル                 | 作詞                    | 作曲                    | 時間 |
| --- | ------------------------ | ----------------------- | ----------------------- | ---- |
| 1.  | 「Introduction!」        |                         | Hiroyuki Hayashi        | 1:36 |
| 2.  | 「SUN ELECTRIC」         | Hiroyuki Hayashi / Fumi | Hiroyuki Hayashi        | 2:56 |
| 3.  | 「アルプスルンルン」     | Hiroyuki Hayashi        | Hiroyuki Hayashi / Fumi | 2:26 |
| 4.  | 「Funny Attitude」       | Fumi / Hiroyuki Hayashi | Hiroyuki Hayashi / Fumi | 3:09 |
| 5.  | 「8 Beat Division」      | Hiroyuki Hayashi        | Hiroyuki Hayashi / Fumi | 2:26 |
| 6.  | 「Nail」                 | Hiroyuki Hayashi        | Hiroyuki Hayashi        | 2:59 |
| 7.  | 「Dig Down!」            | Hiroyuki Hayashi        | Hiroyuki Hayashi        | 3:10 |
| 8.  | 「春夏秋冬」             | Hiroyuki Hayashi        | Hiroyuki Hayashi        | 3:39 |
| 9.  | 「Take Away」            | Hiroyuki Hayashi / Fumi | Hiroyuki Hayashi        | 3:34 |
| 10. | 「Be a Human」           | Hiroyuki Hayashi / Fumi | Hiroyuki Hayashi        | 3:29 |
| 11. | 「Flying V」             | Hiroyuki Hayashi / Fumi | Hiroyuki Hayashi        | 2:25 |
| 12. | 「ロボットマイムマイム」 | Hiroyuki Hayashi        | Hiroyuki Hayashi        | 3:25 |
| 13. | 「1.2.3.4」              | Hiroyuki Hayashi        | Hiroyuki Hayashi        | 2:58 |
| 14. | 「ドップラーごっこ」     | Hiroyuki Hayashi        | Hiroyuki Hayashi        | 3:12 |
| 15. | 「Hurry Up」             | Hiroyuki Hayashi / Fumi | Hiroyuki Hayashi / Fumi | 4:33 |
| 16. | 「Vow Vow」              | Hiroyuki Hayashi / Fumi | Hiroyuki Hayashi / Fumi | 2:59 |
| 17. | 「299」                  | Fumi                    | Hiroyuki Hayashi        | 2:31 |
| 18. | 「Tempo Tempo Tempo」    | Hiroyuki Hayashi        | Hiroyuki Hayashi        | 3:28 |
| 19. | 「Goody-Goody」          | Hiroyuki Hayashi / Fumi | Hiroyuki Hayashi        | 3:06 |